# Kaukauna
Kaukauna ist eine Stadt (mit dem Status „City“) im Outagamie County im US-amerikanischen Bundesstaat Wisconsin. Das U.S. Census Bureau ermittelte bei der Volkszählung 2020 eine Einwohnerzahl von 17.089.
Kaukauna liegt in der Fox Cities genannten Metropolregion.

## Geografie
Kaukauna liegt im Osten Wisconsins, beiderseits des in den Michigansee mündenden Fox River.
Die geografischen Koordinaten von Kaukauna sind 44°16′41″ nördlicher Breite und 88°16′19″ westlicher Länge. Das Gemeindegebiet erstreckt sich über eine Fläche von 20,88 km², die sich auf 19,84 km² Land- und 1,04 km² Wasserfläche verteilen.
Nachbarorte von Kaukauna sind Freedom (13,6 km nördlich), Wrightstown (11,2 km nordöstlich), Forest Junction (17,1 km südöstlich), Sherwood (13 km südlich), Combined Locks (an der südwestlichen Stadtgrenze), Little Chute (an der westlichen Stadtgrenze) und Appleton (13,9 km westlich).
Die nächstgelegenen größeren Städte sind Green Bay am Michigansee (36,4 km nordöstlich), Wisconsins größte Stadt Milwaukee (169 km südlich), Chicago in Illinois (311 km in der gleichen Richtung), Rockford in Illinois (271 km südsüdwestlich), Wisconsins Hauptstadt Madison (183 km südwestlich), La Crosse am Mississippi (288 km westsüdwestlich), Eau Claire (307 km westnordwestlich), die Twin Cities in Minnesota (437 km in der gleichen Richtung) und Wausau (161 km nordwestlich).

## Verkehr
Der vierspurig ausgebaute U.S. Highway 41 verläuft in West-Ost-Richtung entlang des nördlichen Stadtrandes von Kaukauna. Im Zentrum von Kaukauna treffen die Wisconsin State Highways 55 und 96 zusammen. Alle weiteren Straßen sind untergeordnete Landstraßen, teils unbefestigte Fahrwege sowie innerörtliche Verbindungsstraßen.
In Kaukauna treffen mehrere Eisenbahnlinien für den Frachtverkehr der Canadian National Railway (CN) zusammen.
Die nächsten Verkehrsflughäfen sind der Outagamie County Regional Airport in Appleton (26,9 km westlich) und der Austin Straubel International Airport in Green Bay (34,3 km nordöstlich).

## Bevölkerung
Nach der Volkszählung im Jahr 2010 lebten in Kaukauna 15.462 Menschen in 6270 Haushalten. Die Bevölkerungsdichte betrug 779,3 Einwohner pro Quadratkilometer. In den 6270 Haushalten lebten statistisch je 2,45 Personen.
Ethnisch betrachtet setzte sich die Bevölkerung zusammen aus 94,5 Prozent Weißen, 0,7 Prozent Afroamerikanern, 0,8 Prozent amerikanischen Ureinwohnern, 1,3 Prozent Asiaten sowie 1,0 Prozent aus anderen ethnischen Gruppen; 1,6 Prozent stammten von zwei oder mehr Ethnien ab. Unabhängig von der ethnischen Zugehörigkeit waren 2,6 Prozent der Bevölkerung spanischer oder lateinamerikanischer Abstammung.
25,8 Prozent der Bevölkerung waren unter 18 Jahre alt, 62,0 Prozent waren zwischen 18 und 64 und 12,2 Prozent waren 65 Jahre oder älter. 50,5 Prozent der Bevölkerung war weiblich.
Das mittlere jährliche Einkommen eines Haushalts lag bei 53.402 USD. Das Pro-Kopf-Einkommen betrug 26.974 USD. 8,2 Prozent der Einwohner lebten unterhalb der Armutsgrenze.

## Bekannte Bewohner
- Hendrick Aupaumut (1757–1830) – Sachem der Stockbridge-Indianer – gestorben in Kaukauna
- Jason Roebke – (* 1974) US-amerikanischer Jazz- und Improvisationsmusiker  – geboren in Kaukauna